# Дубянщина (Зеньковский район)

Дубянщина (укр. Дуб'янщина) — село,
Новосёловский сельский совет,
Зеньковский район,
Полтавская область,
Украина.
Код КОАТУУ — 5321383805. Население по переписи 2001 года составляло 54 человека.

## Географическое положение
Село Дубянщина находится в 1,5 км от левого берега реки Мужева-Долина,
выше по течению на расстоянии в 2,5 км расположено село Арсеневка,
ниже по течению на расстоянии в 0,5 км расположено село Новосёловка,
на противоположном берегу — село Василе-Устимовка.
По селу протекает пересыхающий ручей с запрудой.

## История
Есть на карте 1869 года как хутор Дублянской.